# Open Prévadiès 2010
L'Open Prévadiès 2010 è stato un torneo professionistico di tennis maschile giocato sulla terra rossa, che faceva parte dell'ATP Challenger Tour 2010. Si è giocato a Saint-Brieuc in Francia dal 29 marzo al 4 aprile 2010.

## Partecipanti

### Teste di serie
| Nazionalità | Giocatore              | Ranking* | Testa di serie |
| ----------- | ---------------------- | -------- | -------------- |
| Spagna      | Marcel Granollers      | 92       | 1              |
| Russia      | Tejmuraz Gabašvili     | 112      | 2              |
| Francia     | Josselin Ouanna        | 115      | 3              |
| Polonia     | Michał Przysiężny      | 130      | 4              |
| Spagna      | Rubén Ramírez Hidalgo  | 131      | 5              |
| Francia     | Édouard Roger-Vasselin | 137      | 6              |
| Belgio      | Kristof Vliegen        | 150      | 7              |
| Rep. Ceca   | Jan Hernych            | 151      | 8              |
| Francia     | Thierry Ascione        | 162      | 9              |

- Ranking al 22 marzo 2010.

### Altri partecipanti
Giocatori che hanno ricevuto una wild card:
- Charles-Antoine Brézac
- Romain Jouan
- Benoît Paire
- Olivier Patience

Giocatori passati dalle qualificazioni:
- Laurynas Grigelis
- Samuel Groth
- Florian Reynet
- Charles Roche

## Campioni

### Singolare
Michał Przysiężny ha battuto in finale  Rubén Ramírez Hidalgo con il punteggio di 4–6, 6–2, 6–3

### Doppio
Uladzimir Ihnacik /  David Marrero hanno battuto in finale  Brian Battistone /  Ryler DeHeart con il punteggio di 4–6, 6–4, [10-5]